# Таблица народов

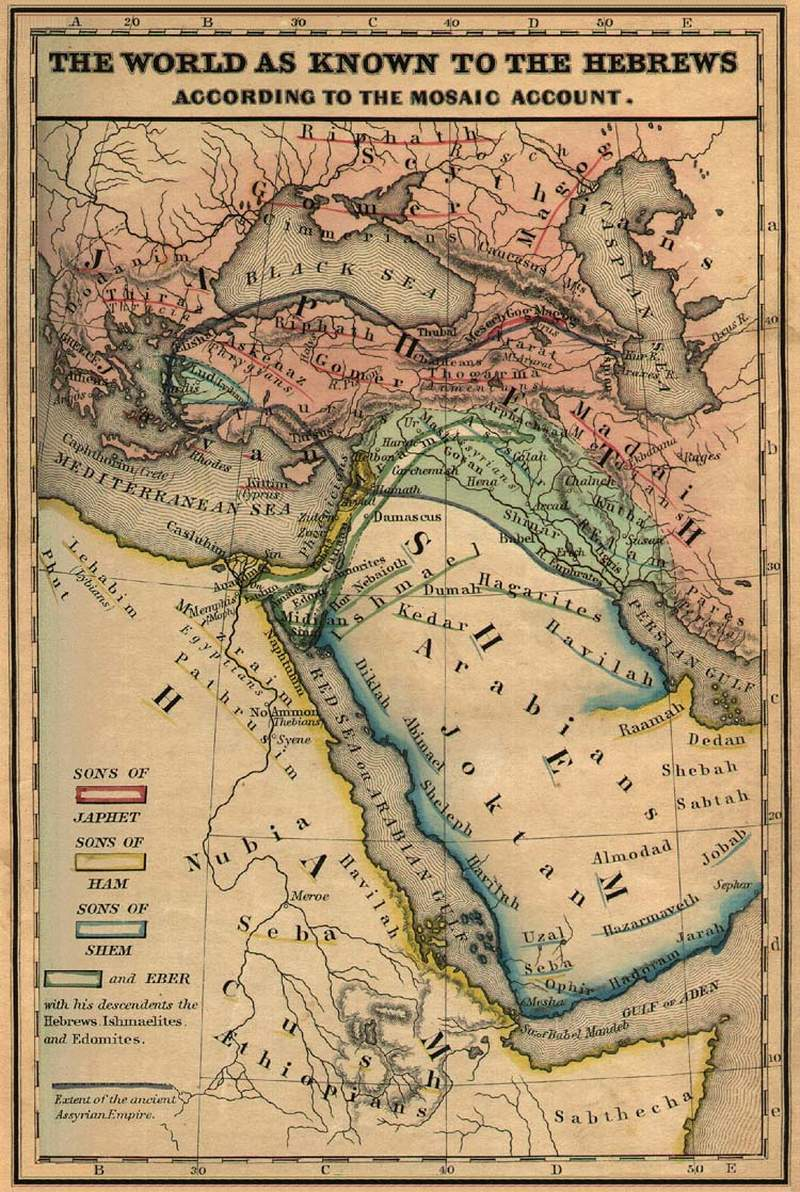
Жребии сыновей Ноя с наложением на карту XIX века. Исторический учебник и атлас библейской географии Лаймана Коулмана, 1854

Сыновья Ноя (в средневековых источниках таблица народов) — род библейского патриарха Ноя. Согласно 10-й главе книги Бытия у Ноя было три сына — Сим, Хам и Иафет.
Существует несколько подходов к оценке содержащейся в Ветхом Завете информации. Остаётся открытым вопрос о том, покрывает ли «таблица народов» население всей прародины или лишь некоторые этнические группы, которые были известны древним евреям.

## Проблема первородства

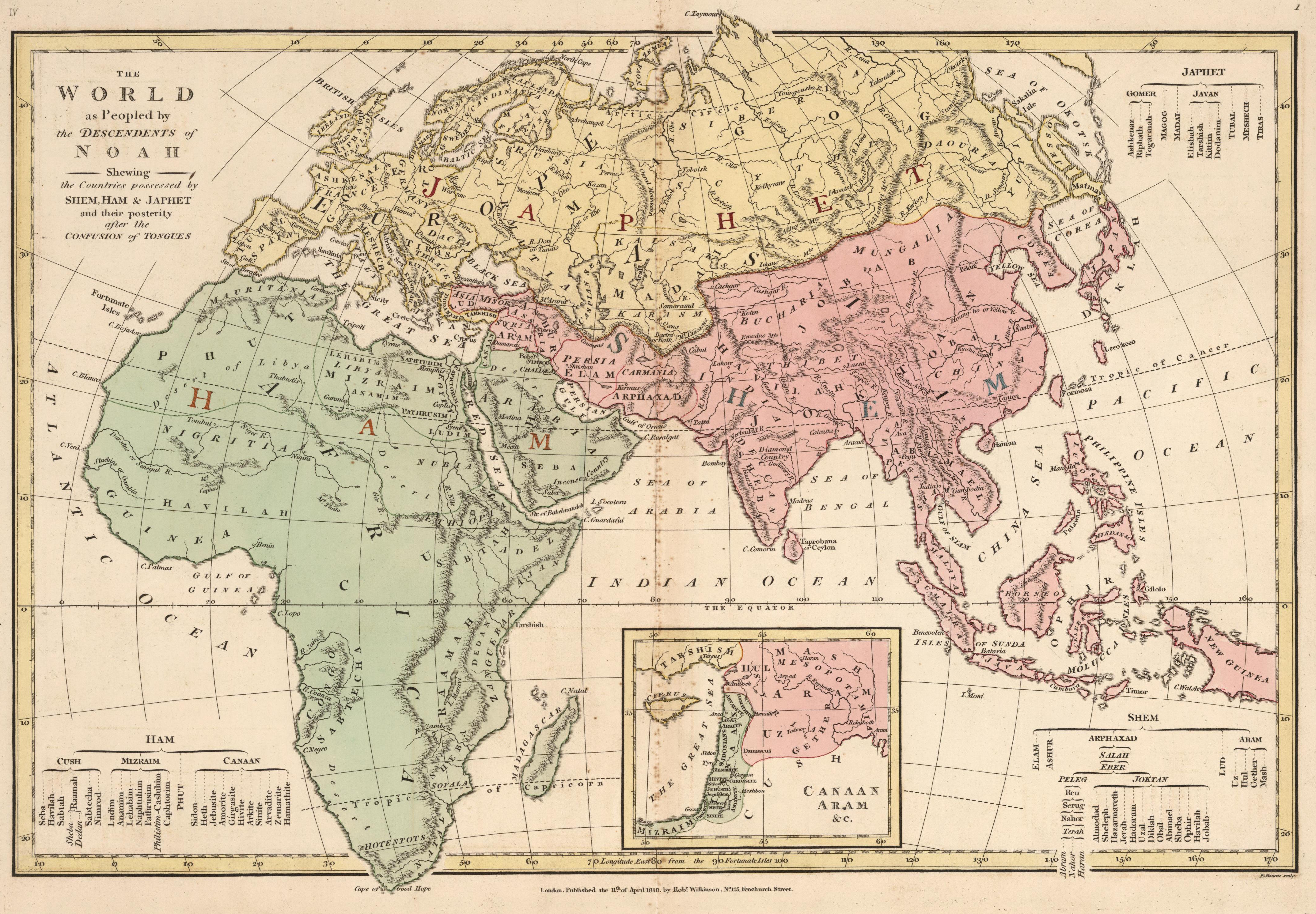
Расселение потомков сыновей Ноя, согласно Р. Вилкинсону. Карта 1823 года

Изначальный текст Ветхого Завета, из-за особенностей перевода с древнееврейского, может вызывать неоднозначности при оценке первородства потомков Ноя. Согласно еврейской традиции, Сим (Шем) был первенцем, Хам родился на год позже, а Иафет — через год после Хама. Однако иногда на первое место ставят Иафета. С другой стороны известно, что изначально в Вавилоне царским родом был род Хама.

## Первоначальное расселение
Согласно наиболее распространённой версии, Ной со своими детьми после потопа высадился на склонах горы Арарат. Оттуда он и его потомки расселились вдоль рек Тигр и Евфрат, заполнив древнее Междуречье. При этом Симу и Хаму достались вотчины в южном Вавилоне, а роду Иафета в северной его части.

## Род и потомки Ноя

### Семиты
Род Сима в Библии расписан подробно и его линию можно проследить вплоть до Иисуса. К семитам прежде всего относят евреев, арабов и ассирийцев. От Елама вели своё родство эламиты (соседи вавилонцев), от Ассура — ассирийцы, от Арама — арамейцы (древние сирийцы).

### Хамиты
Ветхий Завет называет хамитами жителей Северной и Восточной Африки (египтяне, ливийцы, нубийцы, кушиты, эфиопы), Южной Аравии, Леванта (ханаанеи, финикийцы, филистимляне), Кипра и Киликии (кафториты). Иногда хамитами называют и представителей негроидной расы. Хамиту Нимроду приписывают господство в Вавилоне и строительство Вавилонской башни. От Куша ведут своё родство эфиопы и сомалийцы, от Мицраима — древние египтяне, от Ханаана — древние ханаанцы, которых позже изгнали с исконных земель евреи. Под современными потомками Фута скорее всего стоит рассматривать берберов и туарегов в Африке.

### Яфетиды

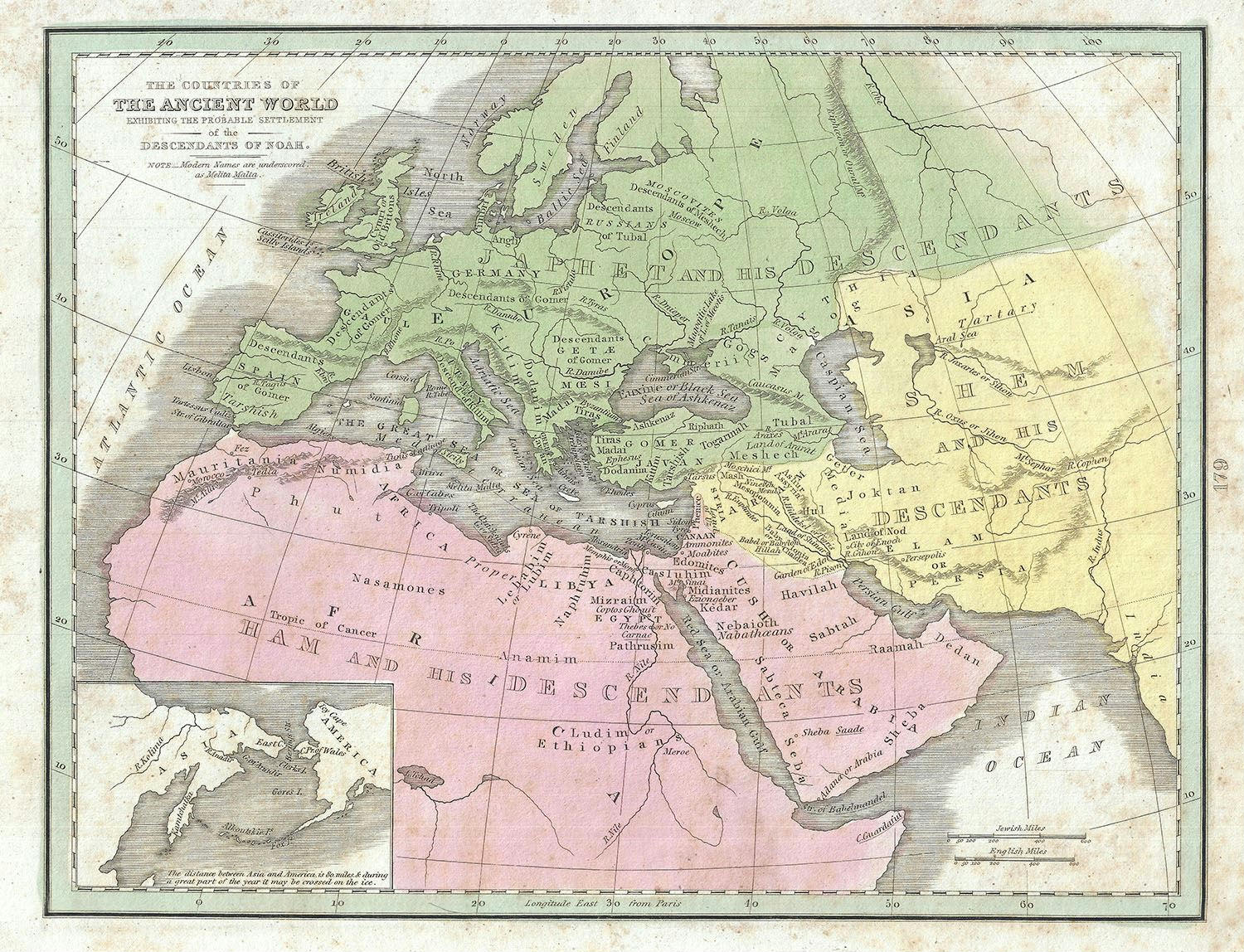
Карта древнего мира и расселения потомков Ноя, 1835

Согласно Книге Юбилеев, первоначальное место расселения яфетидов — Армянское нагорье. После разделения языков они распространились на восток, север и запад и таким образом заселили всю Евразию (за исключением Ближнего Востока, где обосновались семиты — потомки второго сына Ноя — Сима).
Согласно «Повести временных лет» (начало XII века), к яфетидам относятся следующие народы и племена: чудь, пермь, печера, емь, югра, литва, зимегола, корсь, летгола, ливы, ляхи, пруссы, варяги (варѧзи), свеи, урмане, русь, готы (готъ), англяне (аглѧнъ), галичане (галичанъ), валахи (волохове), римляне (римлѧнъ), немцы (нъмцъ), корлязи (корлѧзи), венедици, фряги (фрѧговъ) — то есть славяне, финно-угры и народы Западной Европы.
Согласно армянской и грузинской традиции, от сыновей внука Иафета, Фогармы, произошли армяне, грузины и другие народы Кавказа.